# Mike, une vie de chien
 (octobre 2020).
Mike, une vie de chien (Mighty Mike) est une série d'animation 3D française créée en 2018. Produite par TeamTO et distribuée par Family Channel, elle compte 77 épisodes de sept minutes.

## Synopsis
Mike, un chien domestique qui aime vivre une vie paisible avec ceux qui l'entoure. Chaque jour, il n'a qu'une seule idée dans la tête : c'est impressionner la belle Iris, une chienne qui est sa voisine.
Les trois tortues Arthos, Porthos et Aramis habitent dans la même maison que Mike avec Fluffy le chat.
Chaque jour, deux ratons laveurs Frédy et Mercury (référence au chanteur Freddie Mercury, membre du groupe britannique Queen décédé en 1991 suite à un pneumonie) ne cessent de voler les nourritures ou les objets dans la maison où habite Mike.
Mais ils finissent toujours par être humiliés et jetés depuis le balcon de la maison. Mike est toujours méfiant envers Frédy et Mercury qui ne cessent jamais de lui chercher noise en essayant de voler les nourritures de la maison…

## Diffusion
- Au Québec, elle est diffusée sur ICI Radio-Canada Télé, Télémagino et ICI TOU.TV.
- En France, elle est diffusée sur France 3, Okoo et Boomerang.
- Au Sénégal,elle est diffusée sur TV5 MONDE